# Anna et le Roi (roman)
Pour les articles homonymes, voir Anna et le Roi.
Anna et le Roi (Anna and the King of Siam) est le titre d'un roman de l'écrivain américain Margaret Landon, publié en 1944.

## Présentation
Anna et le Roi est basé sur les mémoires de l'Anglaise Anna Leonowens (1834-1915), préceptrice  de 1862 à 1867 à la cour du Siam (actuelle Thaïlande) auprès des enfants du roi Mongkut. Ses mémoires ont été publiés en 1870 en deux volumes : The English Governess at the Siamese Court et The Romance of the Harem. Margaret Landon reprend dans son roman le récit à la première personne du singulier utilisé par Anna Leonowens. Elle améliore le récit en incorporant des détails sur les habitants de Siam et leurs culture, détails pris d'autres sources.
Le roman est un grand succès de librairie et est traduit dans de nombreuses langues, dont le français. La liberté prise avec la réalité par Leonowens, relayée par Margaret Landon, dont le roman a fait l'objet de nombreuses adaptations filmées, est aujourd'hui attestée.

## Synopsis
En 1862, Anna Leonowens, jeune veuve anglaise, est engagée par le roi de Siam Mongkut (Rama IV) pour être préceptrice de ses nombreux enfants dont le prince Chulalongkorn, âgé de onze ans et futur roi Rama V. Encouragée par le roi, elle aura une influence bénéfique sur le futur monarque.
La jeune gouvernante est désorientée par les coutumes étranges ou cruelles au palais, les très nombreuses femmes du harem royal et par l'apparente goujaterie du roi. Ce dernier est pourtant intrigué lui aussi par la façon de penser occidentale et l'insoumission effrontée d'Anna. Cette opposition entre les deux cultures, traitée souvent de façon comique, est le ressort principal du roman de Margaret Landon, roman ayant servi de base aux différents scénarios hollywoodiens.

## La polémique
Les prétendus « comptes rendus factuels » d'Anna Leonowens destinés à flatter la morale puritaine de l'Angleterre victorienne ont, depuis leur popularisation via le roman de Margaret Landon, été dénoncés par de nombreux historiens. Ainsi, dans les années 1970, l'entomologiste britannique W. S. Bristowe rectifie dans son ouvrage Louis and the King of Siam de nombreuses inexactitudes concernant le parcours d'Anna Leonowens ainsi que sa véritable fonction de professeur d'anglais à la Cour du Siam (et non de gouvernante des enfants royaux).
Mais c'est surtout le portrait du roi tracé par Margaret Landon — et sa supposée romance avec Anna — qui suscita le plus de critiques. Dès 1948, les intellectuels thaïlandais Seni et Kukrit Pramoj donnant une version plus historique du souverain dans The King of Siam Speaks. Cet essai servira de base au diplomate américain Abbot Low Moffat pour sa biographie du roi, Mongkut the King of Siam (1961).
La version filmée de 1956, Le Roi et moi, originellement prévue pour être tournée sur place, a dû se délocaliser en Malaisie et a été interdite durant de nombreuses années en Thaïlande.

## Éditions françaises
- 1956 : Le Roi et moi, Margaret Landon. Traduit par G. de Tonnac-Villeneuve ; Paris : Intercontinentale du livre, collection « Les Grands romans de l'Inter », 349 p. (BNF 32344748)
- 1961 : Le Roi et moi, Margaret Landon. Traduit de l'anglais par G. de Tonnac-Villeneuve ; Verviers (Belgique) : Gérard et Cie, collection « Marabout géant » no 124, 444 p. (BNF 33070153)
- 2000 : Anna et le Roi, Margaret Landon. Traduit par G. de Tonnac-Villeneuve ; Paris : l'Archipel, 409 p. (BNF 37093375),  (ISBN 978-2-35287-151-4)
- 2009 : Anna et le Roi - La véritable histoire d'Anna Leonowens, préceptrice de l'héritier du royaume de Siam, Margaret Landon. Traduit par Germaine Tonnac-Villeneuve et revu par Éléonore Mazel ; Paris : Archipoche, collection : Archipoche no 126, 501 p.(BNF 42134887),  (ISBN 2-84187-210-6)

## Adaptations

### Comédie musicale
- 1951 : Le Roi et moi (The King and I) de Richard Rodgers et Oscar Hammerstein II créée au St. James Theatre de Broadway par Gertrude Lawrence et Yul Brynner ;

### Films
- 1946 : Anna et le Roi de Siam (Anna and the King of Siam) de John Cromwell avec Irene Dunne et Rex Harrison ;
- 1956 : Le Roi et moi (The King and I) de Walter Lang avec Deborah Kerr et Yul Brynner adapté de la comédie musicale ;
- 1999 : 
  - Anna et le Roi (Anna and the King) de Andy Tennant avec Jodie Foster et Chow Yun-fat ;
  - Le Roi et moi (The King and I) de Richard Rich adapté de la comédie musicale.

### Série télévisée
- 1972 : Anna et le Roi (Anna and the King) créée par Gene Reynolds avec Samantha Eggar et Yul Brynner

## Source
- Michel Deverge, « Les réincarnations de Anna Leonowens » sur bextes.org.